# Furnarius longirostris
El hornero del Caribe o albañil (en Venezuela) (Furnarius longirostris) es una especie de ave paseriforme de la familia Furnariidae perteneciente al género Furnarius. Es nativo del extremo norte de América del Sur.

## Distribución y hábitat
Se distribuye por la costa árida del Caribe en el norte de Colombia y noroeste de Venezuela y en el valle del Magdalena en Colombia y oeste de Venezuela (sur de Zulia).
Esta especie es considerada bastante común en sus hábitats naturales: las áreas abiertas y semiabiertas y bordes de bosques, hasta los 600 m de altitud.

## Sistemática

### Descripción original
La especie F. longirostris fue descrita por primera vez por el ornitólogo austríaco August von Pelzeln en 1856 bajo el mismo nombre científico. Su localidad tipo es: «Venezuela».

### Etimología
El nombre genérico masculino «Furnarius» proviene del latín «furnarius» que significa ‘panadero’, o «furnus» que significa ‘horno’; en referencia al distintivo nido de las especies del género; y el nombre de la especie «longirostris», se compone de las palabras del latín «longus» que significa ‘largo’, y «rostris» que significa ‘de pico’.

### Taxonomía
Hasta recientemente era considerada conespecífica con Furnarius leucopus y F. cinnamomeus, pero difiere del primero por la corona gris y no parda, pico y alas bastante más largos; y vocalización diferente, con mayor desaceleración; y del segundo por su tamaño menor, partes inferiores significativamente más oscuras, iris castaños y no blancuzos, y canto diferente, con perfil de notas diferentes y más desaceleración. La subespecie propuesta exilis (del norte de Colombia), de coloración más viva que otras en Colombia, no es realmente diagnosticable.
Las anteriormente subespecies F. leucopus cinnamomeus y F. leucopus longirostris ya eran tratadas como especies plenas por el Congreso Ornitológico Internacional (IOC), por Aves del Mundo (HBW) y por Birdlife International (BLI), y más recientemente por Clements checklist/eBird. A pesar de reconocer que merecerían ser elevadas al rango de especies plenas,el Comité de Clasificación de Sudamérica (SACC) rechazó la Propuesta N° 35, de separación de las subespecies, debido a insuficiencia de datos publicados.
La subespecie descrita Furnarius leucopus exilis Todd, 1920, de Santa Marta, Colombia,  no es diagnosticable y se incluye en la nominal.

### Subespecies
Según las clasificaciones del IOC y Clements Checklist/eBird se reconocen cuatro subespecies, con su correspondiente distribución geográfica:
- Furnarius longirostris longirostris Pelzeln, 1856 - costa árida del norte de Colombia (Córdoba hacia el este hasta el bajo valle del Magdalena) y noroeste de Venezuela (noroeste de  Zulia hacia el este hasta el este de Falcón, noroeste de Lara y Carabobo).
- Furnarius longirostris endoecus Cory, 1919 - norte de Colombia (bajo y medio valle del Magdalena) y oeste de Venezuela (sur de Zulia).